# Australian Football

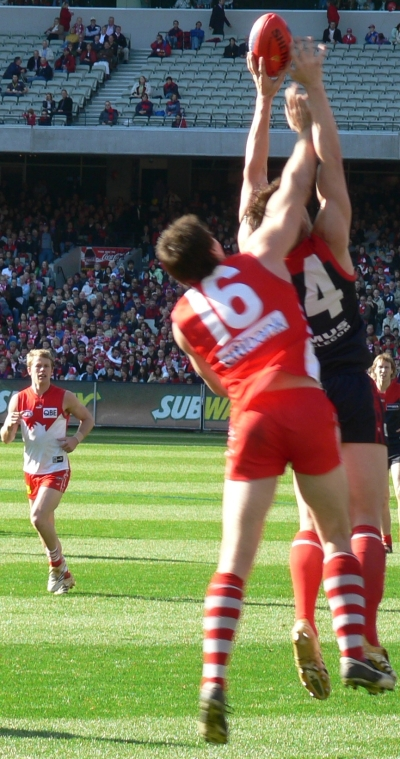
Hohes Marken ist eine Schlüsselfertigkeit im Aussie Rules und gleichzeitig zuschauerwirksam.

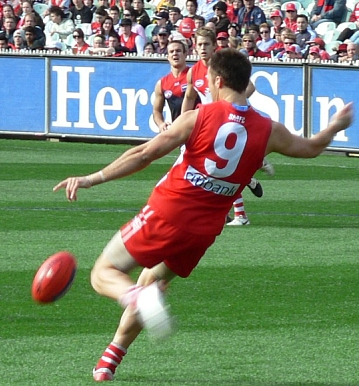
Präzise Feld- und Torschüsse mit dem ellipsoidförmigen Ball sind die wichtigsten Fertigkeiten in Aussie Rules Football.

Australian Football, auch als Australian Rules Football, Aussie Rules oder einfach Football oder Footy bezeichnet, ist eine Football-Variante, die mit einem ellipsoidförmigen Ball auf einem großen, elliptischen Spielfeld mit vier (Tor-)Pfosten an jedem Ende gespielt wird. Das Ziel des Spiels ist es, durch Schüsse zwischen die Pfosten zu punkten.
Es gibt mehrere Möglichkeiten, den Ball zu spielen, darunter sind die wichtigsten der Schuss/Kick (englisch kick) und der Handpass (hand pass). Beim Handpass hält eine Hand den Ball, während die andere Faust den Ball schlägt. Werfen ist nicht erlaubt. Der ballführende Spieler muss den Ball alle 15 m prellen. Australian Football ist eine Vollkontakt-Sportart. Der Ballbesitz ist zu jeder Zeit vakant bzw. umstritten, außer wenn ein Freistoß gegeben wurde. Spieler im Ballbesitz werden bestraft, wenn sie von einem Gegenspieler gefasst (getacklet) werden und die Zeit hatten, den Ball zu spielen. Fängt ein Spieler einen Ball von einem Kick länger als 15 m (dies wird Mark genannt), bekommt er auch einen Freistoß als Belohnung.
Kämpfe (contests) um den Ballbesitz inklusive Marks (high/aerial marks, austr.: speckie), Tackles und die schnelle Bewegung beider Teams und des Balls sind die das Spiel bestimmenden Attribute, die Australian Football zu einem Zuschauer-Sport machen. Damit gehört der Sport zu den beliebtesten in Australien.
Der dominierende Dachverband und der angesehenste Wettbewerb ist die Australian Football League (AFL), die jährlich mit dem AFL Grand Final einen Höhepunkt findet, der weltweit bestbesuchten Vereinsmeisterschaftsveranstaltung.

## Spielregeln

### Feld und Ball

Das Spielfeld ist 135–185 m lang und 110–155 m breit. Das zentrale Anstoß-Quadrat (centre square) ist 50 m × 50 m groß. Die gebogene 50-m-Linie ist 50 m vom Tor entfernt. Die Torpfosten stehen 6,40 m auseinander.

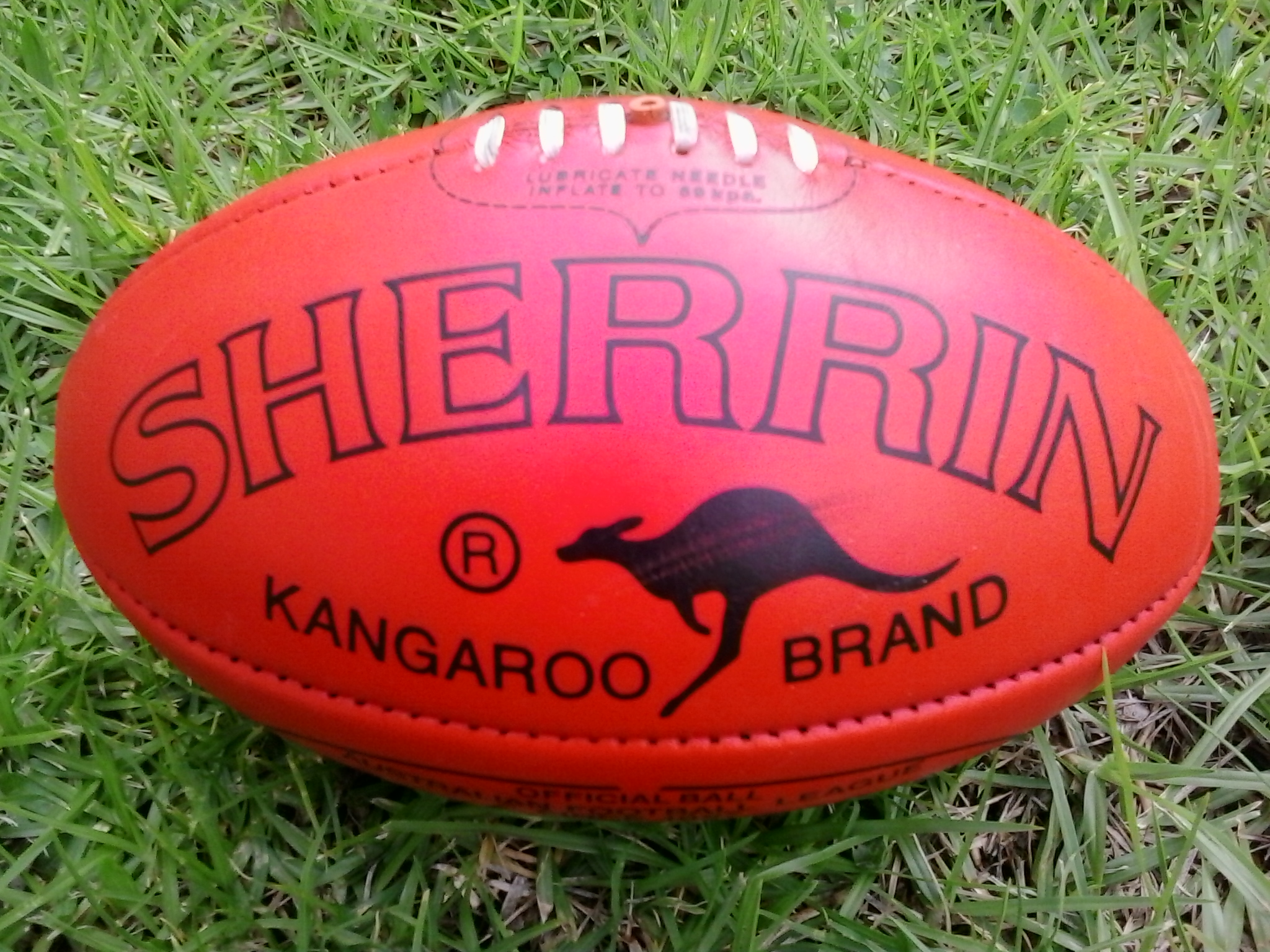
Der Ball ist ca. 28 cm lang und 17,5 cm breit.

Sowohl der Ball als auch das Spielfeld haben eine elliptische Form. Für Spiele bei Tag ist der Spielball rot und bei Nacht hellgelb.

### Teams und Positionen
Pro Mannschaft sind 18 Spieler auf dem Feld erlaubt. Bis zu vier weitere Auswechselspieler sitzen auf der Reservebank, die im fliegenden Wechsel auf den Platz kommen können. Es gibt weder eine Abseitsregel noch in den Regeln festgeschriebene Positionen, insbesondere keinen Torwart.

### Spieldauer und Schiedsrichter
Ein Spiel besteht aus vier Vierteln. Die Länge der Viertel variiert von Liga zu Liga zwischen 15 und 25 min. In der AFL werden 20 Nettominuten pro Viertel gespielt. Das bedeutet, dass die Uhr stoppt, wenn der Ball im Aus ist bzw. bis das Spiel nach einem Tor wieder angestoßen wird. Dies hat zur Folge, dass die durchschnittliche Zeit pro Viertel zwischen 27 und 31 Minuten liegt.
Die genaue verbleibende Zeit ist am Spielende weder den Spielern noch den Zuschauern bekannt. Sie wissen lediglich, dass sie x Minuten in der Nachspielzeit sind, und können vermuten, wann die Schlusssirene durch den Zeitnehmer ausgelöst wird.
Spiele werden durch Schiedsrichter geleitet.
Die Schiedsrichter (aufgrund des großen Feldes und schnellen Spiels auf Profiebene 3 Hauptschiedsrichter, 2 Torschiedsrichter und 4 Linienrichter) sorgen zudem für schnelles und flüssiges Spiel, indem sie z. B. für die schnelle Ausführung von Freistößen sorgen.

### Spielstart mit Ball-Up und Spielfortsetzung nach Tor und Behind
Zu Beginn des Spiels dürfen sich die Spieler bereits über das gesamte Feld verteilen, allerdings dürfen sich nur vier Spieler eines Teams innerhalb des 50 × 50 m großen Anstoßquadrats (centre square) befinden.
Nach der Start-Sirene beginnt das Spiel ähnlich wie Basketball. Beim Anstoß prellt der Schiedsrichter den Spielball so auf den Boden, dass er einige Meter hochfliegt.
Die Spieler im Anstoßquadrat, üblicherweise die größten Spieler der Teams, versuchen dann den Ball aus der Luft zu einem Mitspieler zu lenken. Diese Spielsituation wird auch als Ruck bezeichnet, weswegen die Spieler auch Ruckmen heißen.
Zu jedem Viertel und nach jedem Tor wird das Spiel mit einem zentralen Anstoß begonnen.
Nachdem ein Behind erzielt wurde, muss die verteidigende Mannschaft den Ball aus dem Torraum (goal square) herauskicken, wobei es dem Spieler im Goal Square auch erlaubt ist, sich selbst anzuspielen.
Weitere Regeln, die sich auf Position und Zahl von Spielern beziehen, gibt es bei den Standardsituationen (Mark und Freistoß) und beim Einschuss (kick in), nachdem ein Punkt (Behind) erzielt wurde, vornehmlich der Mindestabstand vom ausführenden Spieler.

### Spiel

#### Pässe
Der Ball kann per Fuß (Schuss), Faust (Handpass) oder Schlag mit der offenen Hand (Tap) in jede Richtung gespielt werden. Er darf aber unter keinen Umständen geworfen werden. Werfen ist in den Regeln sehr weit ausgelegt. Im Wesentlichen ist damit aber jede Art von Ballberührung mit der offenen Hand gemeint, die den Ball nicht schlägt, sondern führt.
Man darf den Gegner auf den Boden werfen (tacklen) wenn er versucht zu passen.

#### Fouls
Es ist einem Spieler erlaubt mit dem Ball zu laufen, solange der Ball alle 15 m den Boden berührt oder geprellt (bouncing) wird. Gegenspieler können den ballführenden Spieler stoßen (bump) oder fassen (tackle). Der Spieler mit Ball muss den Ball sauber, d. h. regelkonform, abspielen, sonst riskiert er, wegen Ballhaltens (holding the ball) bestraft zu werden. Getacklet werden darf nur zwischen Schulter und Knie und auch nur der Spieler, der im Ballbesitz ist. Wenn der Gegenspieler den Spieler beim Tacklen von hinten stößt, wird der tacklende Spieler wegen Stoß in den Rücken (push in the back) bestraft. Wird der ballführende Spieler unterhalb des Knies getacklet, so nennt man das Beinstellen (trip) oder niedriger Tackle (low tackle). Ist das Tackle oberhalb bzw. auf der Schulter, nennt man dies hohes Tackle (high tackle). In beiden Fällen bekommt der getacklete Spieler einen Freistoß.

#### Marken und Freistöße
Gelangt ein Spieler durch Fangen eines Balles, der mindestens 15 Meter weit geschossen wurde, in Ballbesitz, nennt man dies „Marken“ und der Spieler bekommt einen Freistoß.
Beim Freistoß darf der Ball zunächst in der Hand gehalten werden.
Beim Schießen gibt es mehrere Varianten, abhängig davon, wie der Ball in der Hand gehalten und wie er getroffen wird. Der verbreitetste Schuss, der heute wegen seiner hervorragenden Genauigkeit angewandt wird, ist der drop punt. Dabei wird der Ball mit der Hand in Richtung Fuß geführt, bis dieser beinahe den Boden berührt. Durch den Kick rotiert der Ball rückwärts über seine Enden bzw. Spitzen, während er durch die Luft fliegt. Andere häufiger gebrauchte Schüsse sind der torpedo punt, wobei der Ball in einem Winkel schräg zum Fuß gekickt wird, so dass der Ball um seine Längsachse rotiert, was zu größeren Distanzen führt, und der checkside punt, bei dem der Ball ähnlich wie beim drop punt geschossen wird, allerdings so, dass er einen Bogen zum Ziel fliegt. Schussvarianten, die aus dem heutigen Spiel verschwunden sind, sind der drop kick (ähnlich dem drop punt, nur dass der Ball den Boden berührt, kurz bevor er geschossen wird) und der place kick (bei dem der Ball auf dem Boden platziert wird, wenn aufs Tor geschossen wird; vergleichbar mit dem place kick bei Rugby Union).

#### Seitenaus
Falls der Ball die Seitenlinie (boundary line) überquert, gibt es zwei Möglichkeiten. Sollte er vorher den Boden berührt oder die Hand verlassen haben, und nicht absichtlich ins Aus befördert worden sein, so wird er von einem Schiedsrichter so weit wie möglich ins Spielfeld geworfen (boundary throw-in). Sollte er jedoch ins Aus getreten worden sein, ohne dass ein anderer Spieler ihn berührte, oder er auf dem Boden aufkam, oder absichtlich der Ball ins Aus gespielt worden sein, bekommt die gegnerische Mannschaft einen Freistoß an der Stelle, an der der Ball die Linie überquerte.

#### Ballbesitz
Abgesehen von Freistößen oder wenn der Schiedsrichter den Ball hat, um einen Einwurf oder Schiedsrichterball (ball up) zu machen, ist der Ball immer umstritten bzw. vakant und Spieler beider Seiten können in Ballbesitz kommen.

### Punkte

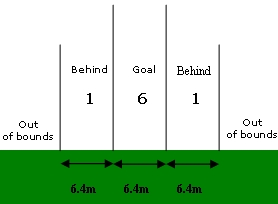
Punkten in Aussie Rules

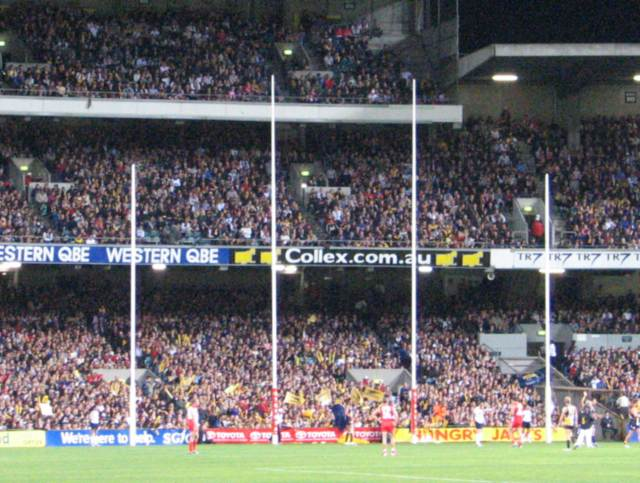
Australian Rules Football Torpfosten – die zwei größeren, mittleren Pfosten sind die Torpfosten und die zwei kleinen äußeren sind die Behind-Pfosten.

An jedem Ende des Spielfeldes befinden sich vier vertikale Stangen. Die beiden mittleren sind die Tor-Pfosten (goal posts) und die kleineren zu jeder Seite die Neben-Pfosten (behind posts) (auch Punkt-Pfosten (point posts) genannt).
Ein Tor wird erzielt, wenn der Ball vom angreifenden Team in irgendeiner Höhe (d. h. auch höher als die Torpfosten) zwischen den Torpfosten hindurch geschossen wird. Dabei darf er auch den Boden berühren, jedoch weder Mit- noch Gegenspieler.
Ein Behind wird erzielt, wenn der Ball die Linie zwischen Tor- und Neben-Pfosten überquert, wenn der Ball einen Torpfosten berührt oder der Ball von irgendeinem Körperteil außer dem Fuß berührt wurde, bevor er die Torlinie überquert hat. Schießt ein Spieler in sein eigenes Tor (ob absichtlich oder nicht), so zählt dies ebenfalls nur ein Behind (rushed behind).
Ein Tor zählt sechs Punkte, ein Behind einen. Der Tor-Schiedsrichter signalisiert ein Tor mit beiden auf Ellbogenhöhe ausgestreckten Händen, ein Behind nur mit einer Hand, um danach das Signal mit dem anderen Torschiedsrichter abzustimmen, indem er Flaggen über seinem Kopf schwenkt (bei einem Tor mit zwei Flaggen und bei einem Behind nur mit einer).
Das Team, das am Ende des Spieles die meisten Punkte hat, hat gewonnen. Ein Punktestand von zehn Toren und zehn Behinds entspricht einer Gesamtpunktzahl von 70. Ein Punktestand von neun Toren und 18 Behinds 72 Punkten. Der letzte Punktestand würde das Spiel gewinnen, obwohl das Team ein Tor weniger geschossen hat.
Das Spielergebnis wird notiert als:
Team A 9.18 (72) besiegt Team B 10.10 (70)

### Strafen
In der höchsten Liga, der AFL, gibt es während des Spiels nur Freistöße und nichts, was mit gelben oder roten Karten vergleichbar ist.
Allerdings geben die Schiedsrichter im Match Report besonders schwere Verstöße an, wodurch Spieler dann durch die Liga teilweise sehr lang oder sogar lebenslang gesperrt werden.
Dieses System funktioniert erstaunlich gut.
In niedrigeren Ligen gibt es fast durchgehend Zeitstrafen als zusätzliches Sanktionsmittel für den/die Schiedsrichter, da einerseits die Spieler häufig nicht so diszipliniert sind wie die Profis, andererseits sie die nachträglich möglichen Sperren (bei den Profis mit Gehaltsausfall verbunden) nicht so hart treffen.

## Geschichte

### Entwicklung des Spiels
1858 in Melbourne begann Thomas Wills sich Australian Rules Football auszudenken bzw. zu entwickeln. Am 10. Juli 1858 wurde ein Brief von Wills im Bell’s Life in Victoria & Sporting Chronicle veröffentlicht, in dem er für einen Fußballverein warb, mit dem er Cricket-Spieler fit durch den Winter bringen wollte. Wills und andere spielten am 31. Juli 1858 im Richmond Park (später bekannt als Yarra Park neben dem Melbourne Cricket Ground – MCG) ein experimentelles Spiel, das wahrscheinlich das erste überhaupt war. Nur wenige Details sind von dieser Partie überliefert.
Am 7. August 1858 ereigneten sich zwei wichtige Begebenheiten in der Entwicklung von Australian Football. Der Melbourne Football Club wurde gegründet; einer der ersten Fußballvereine gleich welcher Variante überhaupt. Und ein berühmtes Spiel zwischen der Melbourne Grammar School und dem Scotch College wurde angepfiffen, mit Wills als Schiedsrichter. Ein zweiter Spieltag fand am 21. August und ein dritter und letzter am 4. September statt. Seitdem gab es jährlich ein Spiel zwischen diesen beiden Teams. Jedoch dürften die 1858 in der Partie benutzten Regeln nicht mehr viele Gemeinsamkeiten mit der heutigen Form von Australian Football haben, da Wills nie die Regeln niederschrieb.

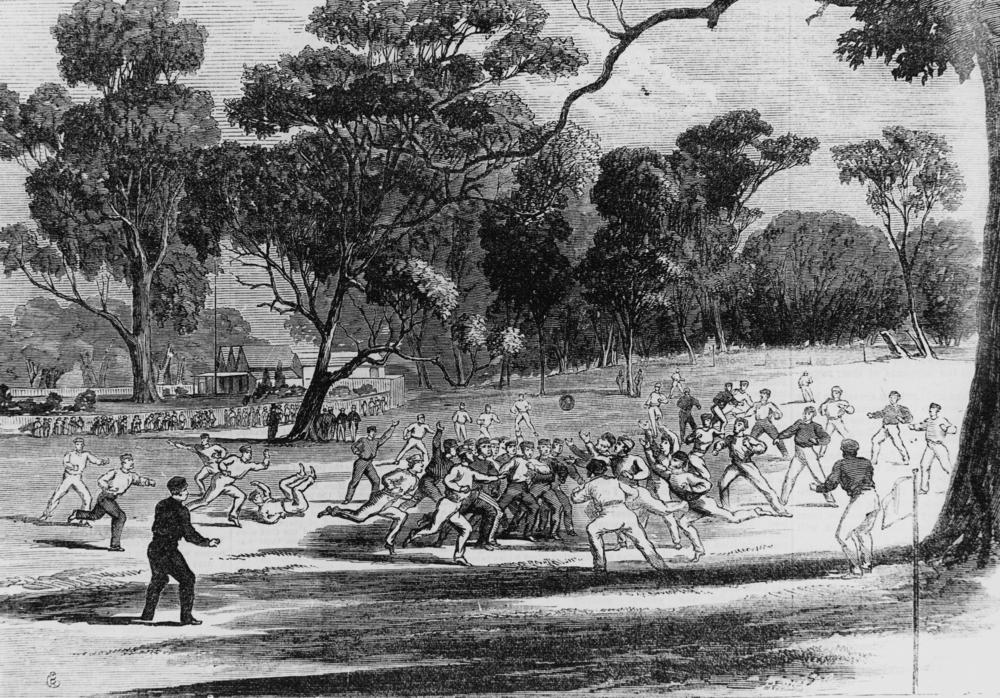
Ein Spiel im Richmond Park in den 1860ern, ein Pavillon auf dem MCG links im Hintergrund (Holzschnitt von Robert Bruce, 27. Juli 1866)

Die Regeln des Melbourne Football Clubs von 1859 sind das älteste Reglement für Australian Football. Niedergeschrieben am 17. Mai von Wills, William Josiah Hammersley, J. B. Thompson und Thomas Smith (in manchen Quellen ist noch Henry Colden Antill Harrison zu finden). In den Regeln von 1859 fehlten einige Regularien, die sehr bald wichtige Elemente des Spiels wurden, wie zum Beispiel das Prellen des Balls während des Rennens. Außerdem wurden die Regeln des Melbourne FC nicht sofort von anderen Teams übernommen, was dazu führte, dass man sich vor Spielbeginn über die Regeln einig werden musste. 1866 jedoch einigten sich einige Clubs, nach einer überarbeiteten Version des Melbourne FC zu spielen.
Obwohl nicht mehr genau festgestellt werden kann, was genau Thomas Wills’ Spiel inspirierte, so ist der Einfluss von englischen Schul- und Universitätsfußballvarianten zwar unbestimmt, aber klar überzeugend. Wills war auf der Rugby School in England (wo Rugby 1845 als erstes ein Regelwerk bekam). Wills besuchte, wie auch W. J. Hammersley und J. B. Thompson, die Universität von Cambridge. In dem Fußball-Reglement von Cambridge gibt es einige Elemente, die eine wichtige Rolle im Australian Football spielen, wie zum Beispiel das Mark.
Es wird ebenfalls häufig gesagt, dass Wills teilweise von den Ballspielen der indigenen Aborigines in West Victoria inspiriert wurde. Marn Grook, ein Sport, bei dem mit einem Ball aus Possumfell gespielt wird, ist gekennzeichnet durch das Fangen des Balls während eines Sprunges, um so etwas wie einen Freistoß zu erhalten. Dies scheint dem high marking im Australian Football zu entsprechen. In Überlieferungen schwankt die Spielfeldgröße des Aborigines-Sports, wobei die wahrscheinlichste Länge eine Meile bzw. 1,6 km beträgt, auf dem die Teams spielten, bis es einen Gewinner gab.
Obwohl es auch flüchtigen bzw. zufälligen Beobachtern klar auffällt, dass Australian Football Gemeinsamkeiten mit Gaelic Football hat, ist die genaue Beziehung unklar, legte die Gaelic Athletic Association (GAA) doch erst 1887 die Regeln für Gaelic Football fest. Lange vor der Existenz beider Reglements wurden traditionelle irische Fußballvarianten, allgemein als Caid bezeichnet, gespielt. Der Historiker B. W. O’Dwyer zeigt auf, dass sich Australian Football immer vom Rugby unterschied, da zum Beispiel Reglementierungen für Spieler- und Ballbewegungen fehlten (das Fehlen einer Abseitsregel). Das Prellen, der Schuss im Lauf und das Fausten bzw. Schlagen des Balls anstatt Werfen sind allesamt Elemente des modernen Gaelic Football. O’Dwyer führt einige dieser Elemente auf den allgemeinen Einfluss von alten irischen Spielen zurück.

## Struktur und Wettbewerbe
Die Fußballsaison geht von März bis August (vom australischen Frühherbst bis in den späten Winter) und zu den Finalspielen (Finals) im September. In den Tropen wird während der Regenzeit (von Oktober bis März) gespielt. Vorsaisonale Wettbewerbe in Südaustralien beginnen üblicherweise Ende Februar.
Die mächtigste Organisation und Liga innerhalb des australischen Fußballs ist die AFL, die von der Australischen Sportkommission als nationale Sportorganisation für Australian Football anerkannt ist. Außerdem gibt es noch sieben Organisationen auf Länder- bzw. Territoriumsebene in Australien, die fast alle im Besitz der AFL oder ihr angegliedert sind. Die meisten haben eine jährliche, semiprofessionelle Vereinsmeisterschaft, während andere mehr als eine Meisterschaft ausrichten. Lokale, semiprofessionelle oder Amateur-Organisationen und Wettbewerbe sind meistens ihren Länderorganisationen angegliedert.
Die AFL ist außerdem der De-facto-Weltverband für Australian Football. Des Weiteren gibt es einige Verbände, die Amateurligen rund um die Welt betreuen.
Anders als in den meisten Fußballwettbewerben gibt es in der AFL einen Liga-Pokal und einen Meisterschafts-Pokal. So wird vom kleinen Gewinner gesprochen, wenn der erste der Tabelle gemeint ist. Der Titel selbst hat jedoch keine oder nur geringe Bedeutung. Der McClelland Pokal in der AFL wird als Trostpreis angesehen. In allen Australian Rules Football Wettbewerben steht immer der Gewinn der Meisterschaft im Fokus. Der Tabellenletzte am Ende der Saison erhält den Holzlöffel (Wooden Spoon).
Die Meisterschaft wird immer in einer Finalserie entschieden. Teams auf den vorderen Tabellenplätzen spielen in einem doppelten K.-o.-System. (Das AFL-Finalsystem gibt manchen Teams eine zweite Chance, ähnlich wie in vielen Rugby-League- und Softballwettbewerben.) Die beiden erfolgreichsten Teams treffen im Finale (Grand Final) aufeinander, indem die Meisterschaft entschieden wird. Der Gewinner erhält den Meisterpokal.

### Professionelle Ausübung
Das Spiel wird nur in Australien professionell gespielt und ist dort die populärste Zuschauersportart. Australian Football League (AFL) ist sowohl der Name des Veranstalters des nationalen Meisterschaftswettbewerbes als auch der Name der Liga.
Die Liga ist weltweit eine der Sportligen mit dem höchsten Zuschauerschnitt. Sie weist als eine von nur vier Sportligen einen Zuschauerdurchschnitt von mehr als 30.000 pro Spiel auf (2010: 38.423). Die anderen Ligen sind die US Football-Liga NFL sowie die höchsten Fußball-Spielklassen in England und Deutschland. Das jährliche Grand Final im Melbourne Cricket Ground zieht in der Regel über 90.000 Zuschauer an (1970: 121.500, 2006: 97.500).
Aus der AFL gibt es keinen Abstieg. Finanzschwächere Vereine werden gelegentlich in kommerziell ergiebigere Pfründen delegiert. So wurde South Melbourne 1982 nach Sydney und Fitzroy 1996 nach Brisbane geschickt.
Bis 1982 nahmen lediglich Vereine aus Victoria am Wettbewerb teil. Zehn der 18 Vereine kommen immer noch aus Victoria, neun davon aus Melbourne und den Vororten dieser Stadt. Die seinerzeitige Victorian Football League (VFL) entwickelte sich seither zum nationalen Veranstalter und nennt sich seit 1990 Australian Football League. Darüber hinaus gibt es noch – unabhängige – Organisationen in den Bundesstaaten, wie zum Beispiel die West Australian Football League (WAFL), die oft semiprofessionellen Sport anbieten.
Essendon wurde 1897 der erste Meister, oder Premier von Victoria. Rekord-Premiers sind Carlton und Essendon mit jeweils 16 Titeln. Seit der Umbenennung der Liga 1990 hat Hawthorn vier, Brisbane, West Coast und Geelong jeweils drei, sowie Adelaide, Sydney und Essendon jeweils zwei Titel errungen.
Die Mannschaften der AFL sind:
| Verein                        | Stadt      | AFL-Titel | VFL-Titel | Gesamt-Titel |
| ----------------------------- | ---------- | --------- | --------- | ------------ |
| New South Wales               |            |           |           |              |
| Sydney Swans                  | Sydney     | 2         |           | 2            |
| Greater Western Sydney Giants | Sydney     |           |           |              |
| Queensland                    |            |           |           |              |
| Brisbane Lions                | Brisbane   | 3         |           | 3            |
| Gold Coast Suns               | Gold Coast |           |           |              |
| South Australia               |            |           |           |              |
| Adelaide Crows                | Adelaide   | 2         |           | 2            |
| Port Adelaide Power           | Adelaide   | 1         |           | 1            |
| Victoria                      |            |           |           |              |
| Carlton Blues                 | Melbourne  | 1         | 15        | 16           |
| Collingwood Magpies           | Melbourne  | 2         | 13        | 15           |
| Essendon Bombers              | Melbourne  | 2         | 14        | 16           |
| Fitzroy Lions                 | Melbourne  |           | 8         | 8            |
| Geelong Cats                  | Geelong    | 3         | 6         | 9            |
| Hawthorn Hawks                | Melbourne  | 5         | 8         | 13           |
| North Melbourne Kangaroos     | Melbourne  | 2         | 2         | 4            |
| Melbourne Demons              | Melbourne  |           | 12        | 12           |
| Richmond Tigers               | Melbourne  | 1         | 10        | 11           |
| St Kilda Saints               | Melbourne  |           | 1         | 1            |
| South Melbourne               | Melbourne  |           | 3         | 3            |
| Western Bulldogs              | Melbourne  | 1         | 1         | 2            |
| Western Australia             |            |           |           |              |
| Fremantle Dockers             | Perth      |           |           |              |
| West Coast Eagles             | Perth      | 3         |           | 3            |

Die Vereine sind hier in der Regel mit ihren hochpropagierten Spitznamen angegeben. In der Regel lautet der offizielle Name Xyz Football Club. Seit 2011 ist ein siebzehntes Team, die Gold Coast Suns, dabei, seit 2012 ein achtzehntes, die Greater Western Sydney Giants.
Siehe auch: Australian Football in Nauru

## Verbreitung
Australian Football ist fast ausschließlich (bis zu 90 % aller Spieler) in Australien beheimatet.
Neben Cricket und den beiden Rugby-Codes (Union und League) ist Australian Football dort Nationalsport, obwohl in den Bundesstaaten New South Wales und Queensland die Rugby-Varianten weitaus beliebter als der Australische Fußball sind.

## Australian Football International
Australian Football wird in einigen Ländern der Welt außerhalb Australiens betrieben, jedoch nur auf Amateurbasis. Ligen existieren bereits in manchen europäischen Ländern, Nordamerika, Südafrika, Asien und Ozeanien.
Der Australian Football International Cup, der zuletzt 2017 in Melbourne stattfand, stellt die Quasi-WM der nicht-australischen Länder dar. Der erste IC fand 2002 in Melbourne statt, mit Mannschaften aus 11 Ländern. Irland hat im Endspiel gegen Papua-Neuguinea gewonnen. Der zweite IC wurde 2005 von Neuseeland – wiederum gegen Papua-Neuguinea – gewonnen. Beim dritten IC im Jahr 2008 ging Papua-Neuguinea als Sieger vom Platz, während Neuseeland den zweiten Platz belegte. 2011 siegte erneut Irland gegen Papua-Neuguinea. Die vorerst letzte Austragung des Wettbewerbs fand 2017 in Melbourne statt. Im Finale besiegte Papua-Neuguinea die Mannschaft aus Neuseeland. Die nächste Austragung des Wettbewerbs war für das Jahr 2020 geplant, wurde aber aufgrund der COVID-Pandemie zunächst auf 2021 verschoben, und dann endgültig abgesagt. Laut der AFL Commission, der Verband, welcher den Australian Football International Cup organisiert, wird eine erneute Austragung des Wettbewerbs in Zukunft nicht ausgeschlossen.

### Euro-Cup
Seit 2005 findet ein Turnier auf europäischer Ebene statt.
| Jahr | Austragungsort | Sieger            | Sieger            | Deutsche Nationalmannschaft | Deutsche Nationalmannschaft | Österreichische Nationalmannschaft | Österreichische Nationalmannschaft | Schweizer Nationalmannschaft | Schweizer Nationalmannschaft |
| Jahr | Austragungsort | Herren            | Frauen            | Herren                      | Frauen                      | Herren                             | Frauen                             | Herren                       | Frauen                       |
| ---- | -------------- | ----------------- | ----------------- | --------------------------- | --------------------------- | ---------------------------------- | ---------------------------------- | ---------------------------- | ---------------------------- |
| 2005 | London         | Belgien           | nicht ausgetragen | 4.                          | n. a.                       | 9.                                 | n. a.                              | n. a.                        | n. a.                        |
| 2007 | Hamburg        | Schweden          | nicht ausgetragen | 2.                          | n. a.                       | 11.                                | n. a.                              | n. a.                        | n. a.                        |
| 2008 | Prag           | England           | nicht ausgetragen | 3.                          | n. a.                       | 12.                                | n. a.                              | n. a.                        | n. a.                        |
| 2009 | Samobor        | England           | nicht ausgetragen | 8.                          | n. a.                       | 14.                                | n. a.                              | n. a.                        | n. a.                        |
| 2010 | Mailand        | Kroatien          | Irland            | 7.                          | n. a.                       | 12.                                | n. a.                              | 11.                          | n. a.                        |
| 2011 | Belfast        | Irland            | Irland            | 12.                         | n. a.                       | 16.                                | n. a.                              | n. a.                        | 2.                           |
| 2012 | Edinburgh      | Irland            | Irland            | 6.                          | n. a.                       | 16.                                | n. a.                              | n. a.                        | n. a.                        |
| 2013 | Bordeaux       | England           | Crusaders         | n. a.                       | n. a.                       | 9.                                 | n. a.                              | n. a.                        | n. a.                        |
| 2014 | London         | Dänemark          | Irland            | 4.                          | n. a.                       | 10.                                | n. a.                              | n. a.                        | n. a.                        |
| 2015 | Umag           | Dänemark          | England           | 5.                          | n. a.                       | 7.                                 | n. a.                              | n. a.                        | n. a.                        |
| 2016 | Lissabon       | Kroatien          | Irland            | 4.                          | n. a.                       | 10.                                | n. a.                              | n. a.                        | n. a.                        |
| 2017 | Bordeaux       | England           | England           | 3.                          | n. a.                       | 8.                                 | n. a.                              | 14.                          | n. a.                        |
| 2018 | Cork           | Dänemark          | Irland            | 7.                          | 5.                          | 13.                                | n. a.                              | 15.                          | n. a.                        |
| 2019 | Norrtälje      | England           | Irland            | 3.                          | 3.                          | 15.                                | n. a.                              | 11.                          | 7.                           |
| 2020 | Stirling       | nicht ausgetragen | nicht ausgetragen | nicht ausgetragen           | nicht ausgetragen           | nicht ausgetragen                  | nicht ausgetragen                  | nicht ausgetragen            | nicht ausgetragen            |
| 2021 | Amsterdam      | nicht ausgetragen | nicht ausgetragen | nicht ausgetragen           | nicht ausgetragen           | nicht ausgetragen                  | nicht ausgetragen                  | nicht ausgetragen            | nicht ausgetragen            |
| 2022 | Edinburgh      | England           | Irland            | 2.                          | 5.                          | 10.                                | n. a.                              | 13.                          | 11.                          |
| 2023 | Kiel           | Irland            | Irland            | 6.                          | 7.                          | 12.                                | n. a.                              | 14.                          | 10.                          |

### Deutschland
Australian Football wird in Deutschland von der Australian Football League Germany (AFL Germany) betrieben.

### Österreich
In Österreich gibt es derzeit (Stand 2023) zwei Australian Football Clubs, die Styrian DownUnderDogs in Graz und die Vienna Galahs in Wien. Sie spielen mit kroatischen Vereinen in der Central European Australian Football League (CEAFL). Die Vienna Kangaroos (vorher: Wiener Dingos) haben den Spielbetrieb 2011 eingestellt.

### Schweiz
In der Schweiz wurde Australian Football lediglich von den Lugano Steinbocks auf Vereinsebene ausgeübt. Sie nahmen am Spielbetrieb der italienischen Liga teil.
2017 nahm eine Mannschaft aus Winterthur für die Schweiz am Eurocup in Bordeaux teil.